# Orer (časopis)
ORER, Arménsko-evropský nezávislý časopis (arménsky: Օրեր համաեվրոպական անկախ ամսագիր) byl založen v září r. 1999 v Praze. Vydavatelem je mezinárodní nezisková organizace Informační Centrum Kavkaz – Východní Evropa s šéfredaktorem Hakobem Asatryanem. Dvouměsíčník nejen pokrývá život Arménů žijících v České republice, ale i komunitní, sportovní, kulturní a politický život Arménů ve více než 30 evropských zemích a samozřejmě i v Arménii.
ORER (DNY) zdůrazňuje arménsko-evropské bilaterální diplomatické a politické vztahy. Česko-arménské projekty a hospodářské kooperace jsou v časopisu široce pokryty, stejně tak jsou zveřejňovány rozhovory s českými významnými lidmi, vládními úředníky a veřejnými činiteli.
Stránky jsou věnovány nejen umění a významným kulturním akcím, které se konají v Arménii a v Evropě, ale také nově vyšlým knihám, arménským a zahraničním umělcům, hudebníkům a spisovatelům.
ORER je distribuován v 25 zemích Evropy; Česká republika, Německo, Polsko, Maďarsko, Itálie, Řecko, Francie, Rusko, Spojené království,  Švédsko,  Švýcarsko,  Španělsko, Kypr, Nizozemí, Belgie a další.